# Karl-Otto Dummer
Karl-Otto Dummer (* 8. Dezember 1932; † Juni 2009) war einer von sechs Überlebenden beim Untergang des Segelschiffs Pamir 1957, bei dem achtzig Besatzungsmitglieder der Pamir starben. Er schrieb zwei Bücher über das Unglück.  
Als das Schiff in einem Hurrikan unterging, gab es nur drei losgerissene Rettungsboote im Wasser und nur wenige Männer konnten sie erreichen. Einer von ihnen war Karl-Otto Dummer, gelernter Bäcker und damals Kochsmaat auf der Pamir. Mit 24 Jahren war er wesentlich älter als seine Kameraden im Rettungsboot und übernahm daher das Kommando. Im Kampf gegen die heimtückischen Halluzinationen behielt er als einziger die Nerven. Er hatte die Idee für den Bau eines Notsegels und sorgte dafür, dass keine Panik ausbrach – obwohl den Schiffbrüchigen das Wasser in dem ramponierten Rettungsboot bis zu den Schultern stand und Haifische um sie kreisten. Erst vier Tage nach dem Untergang wurden Dummer und vier weitere Männer vom New Yorker Dampfschiff Saxon gerettet.
Karl-Otto Dummer hat als einziger der Überlebenden jahrzehntelang eigene Erinnerungen überprüft und Erfahrungen anderer recherchiert. Bereits wenige Jahre nach dem Unglück begann er, das Erlebte aufzuschreiben. Detailliert beschrieb er den Untergang in seinen beiden Büchern Pamir – Die Geschichte des Untergangs (1977 und 2007) und Viermastbark Pamir (mit Jochen Brennecke).
Karl-Otto Dummer fuhr noch zwei Jahre zur See, dann studierte er Betriebswirtschaftslehre und übernahm führende Positionen bei verschiedenen Warenhauskonzernen. Er wohnte in der Eifel, war dort 18 Jahre lang verheiratet und hatte einen Sohn. Zuletzt lebte er in Lütjenburg in Schleswig-Holstein.
Bekannt wurde er insbesondere, als 2006 der Fernsehfilm Der Untergang der Pamir ausgestrahlt wurde. Den bezeichnete er als „ein Werk der Fantasie, das zu Unrecht behaupte, authentisch zu sein“. Er kritisierte das Drehbuch, z. B. die Darstellung von Boxkämpfen an Bord. „Lauter Sachen, die gar nicht sein konnten. Auch unsere Sprache war ganz anders. Die Vorgeschichte komplett erfunden. Ich habe den Fernsehleuten gesagt: Toller Film, prima Schauspieler, aber lasst verdammt noch mal den Namen ‚Pamir‘ weg, mit der hat das doch alles gar nichts zu tun! Ist die Wahrheit so undramatisch, dass man solche idiotischen Sachen dazudichten musste? Was ich aber am meisten vermisse, ist Ehrfurcht – Ehrfurcht vor denen, die mit der ‚Pamir‘ untergegangen sind.“